# Patrick Moser (Fußballspieler)
Patrick Moser (* 20. Jänner 2003 in Grieskirchen) ist ein österreichischer Fußballtorwart.

## Karriere

### Verein
Moser begann seine Karriere bei der Union Neukirchen/Walde. Zur Saison 2017/18 wechselte er in die Akademie der SV Ried, in der er bis 2022 sämtliche Altersstufen durchlief. Im Oktober 2020 debütierte er für die Amateure der Rieder in der Regionalliga. Bis zum COVID-bedingten Abbruch der Saison 2020/21 kam er zu zwei Regionalligaeinsätzen.
Im April 2021 erhielt er einen Profivertrag und rückte in den Kader der ersten Mannschaft des Bundesligisten. In der Saison 2021/22 spielte er 16 Mal für die Amateure, bei den Profis blieb er ohne Einsatz. Auch in der Saison 2022/23 kam er nur für die Amateure zum Zug, für die er 26 Mal in der Regionalliga im Tor stand. Mit den Profis stieg er aus der Bundesliga ab.
Zur Saison 2023/24 wurde Moser an den Neo-Ligakonkurrenten Floridsdorfer AC verliehen. Sein Debüt in der 2. Liga gab er im August 2023, als er am fünften Spieltag jener Saison gegen den SKN St. Pölten in der Startelf stand. Während der Leihe kam er als Ersatztorhüter hinter Simon Spari zu drei Zweitligaeinsätzen. Zur Saison 2024/25 kehrte er nicht mehr nach Ried zurück, sondern wechselte zum Bundesligisten FC Blau-Weiß Linz, der ihn wiederum direkt an den Regionalligisten SV Wallern weiterverlieh.

### Nationalmannschaft
Moser debütierte im September 2021 gegen Wales für die österreichische U-19-Auswahl. Mit dieser nahm er 2022 auch an der EM teil, bei der er mit Österreich Sechster wurde. Er blieb als Ersatztormann hinter Elias Scherf aber ohne Einsatz.